# Baumblütenfest

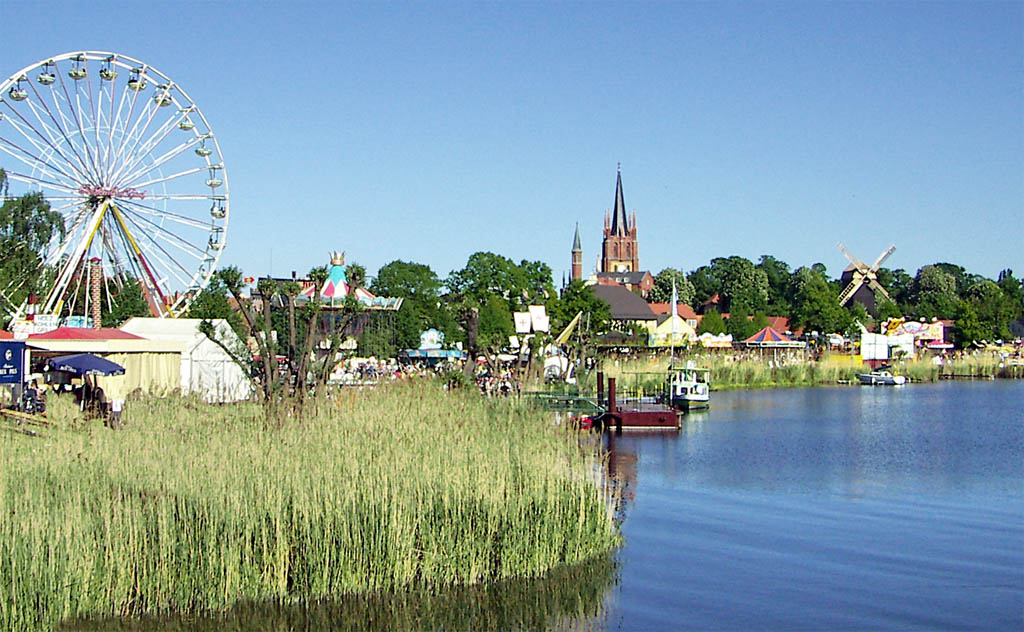
Das Baumblütenfest in Werder (Havel)

Das Baumblütenfest ist ein Volksfest, welches in etwas mehr als einer Woche mehrere hunderttausend Besucher nach Werder (Havel) und deren Umgebung lockt. Das Baumblütenfest findet seit vielen Jahren in der Woche um den 1. Mai herum statt. Die Termine werden in der Presse bekanntgegeben.

## Geschichte

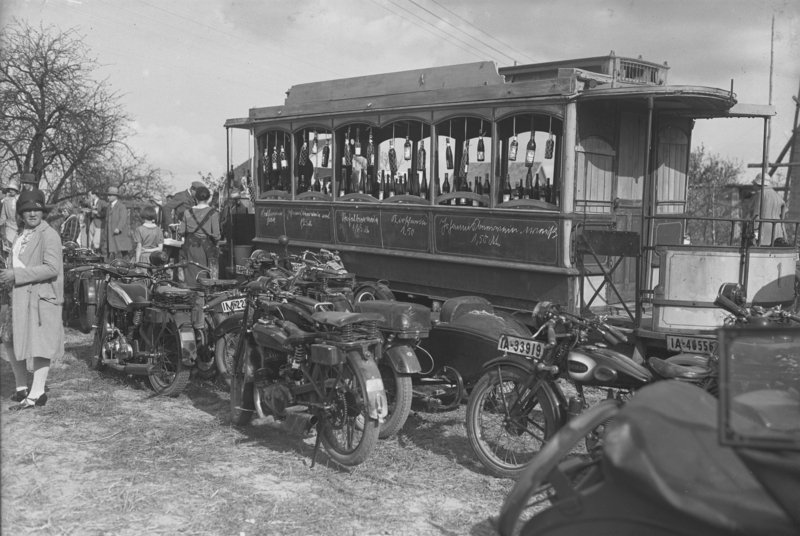
Historischer Verkaufsstand für Obstwein in Werder an der Havel

In einer Vorstandssitzung am 18. März 1879 des Werderaner Obstbau-Vereins beschlossen die Vertreter, die Idee Wilhelm Wils’ umzusetzen, den Höhepunkt des Blütenstandes der Obstbäume in allen Berliner Zeitungen bekanntzugeben. Sie erhofften sich davon, zahlreiche Interessierte in die Region zu locken, um an diesem Anblick teilzuhaben, sich für die Schönheit der Stadt zu erwärmen und somit den Umsatz der heimischen Obstbauern zu fördern. Diese Einladung wurde von der Berliner Bevölkerung begeistert angenommen, und so fuhr am 10. Mai 1879 der erste Sonderzug mit Gästen zum Besuch des Baumblütenfestes. Weitere Züge folgten in den darauffolgenden Tagen.
Mit den Jahren gewann Werders Blütenfest an Bekanntheit, und es wurde stetig beliebter. Auch die Werderaner Bürger beteiligten sich zunehmend mit dem Verkauf von Wein, Kuchen und Kaffee in den eigenen blühenden Gärten. In der DDR wurde das Werderaner Baumblütenfest im Jahre 1979 zum letzten Mal als großes Fest der Werderaner Bürger begangen. Anlässlich des 100-jährigen Jubiläums wurde ein großer Umzug der Schulen, Kindergärten, Betrieben und Bürgern der Stadt veranstaltet. Während der folgenden Jahre wurde das Fest offiziell nicht mehr umfangreich gefeiert. Lediglich eine Landmaschinenausstellung auf der Friedrichshöhe und ein Rummel wurden geboten. Es wurden Vorschriften für den Verkauf von Obstwein angeordnet und der Verkauf in den Gärten und Höfen gänzlich unterbunden.

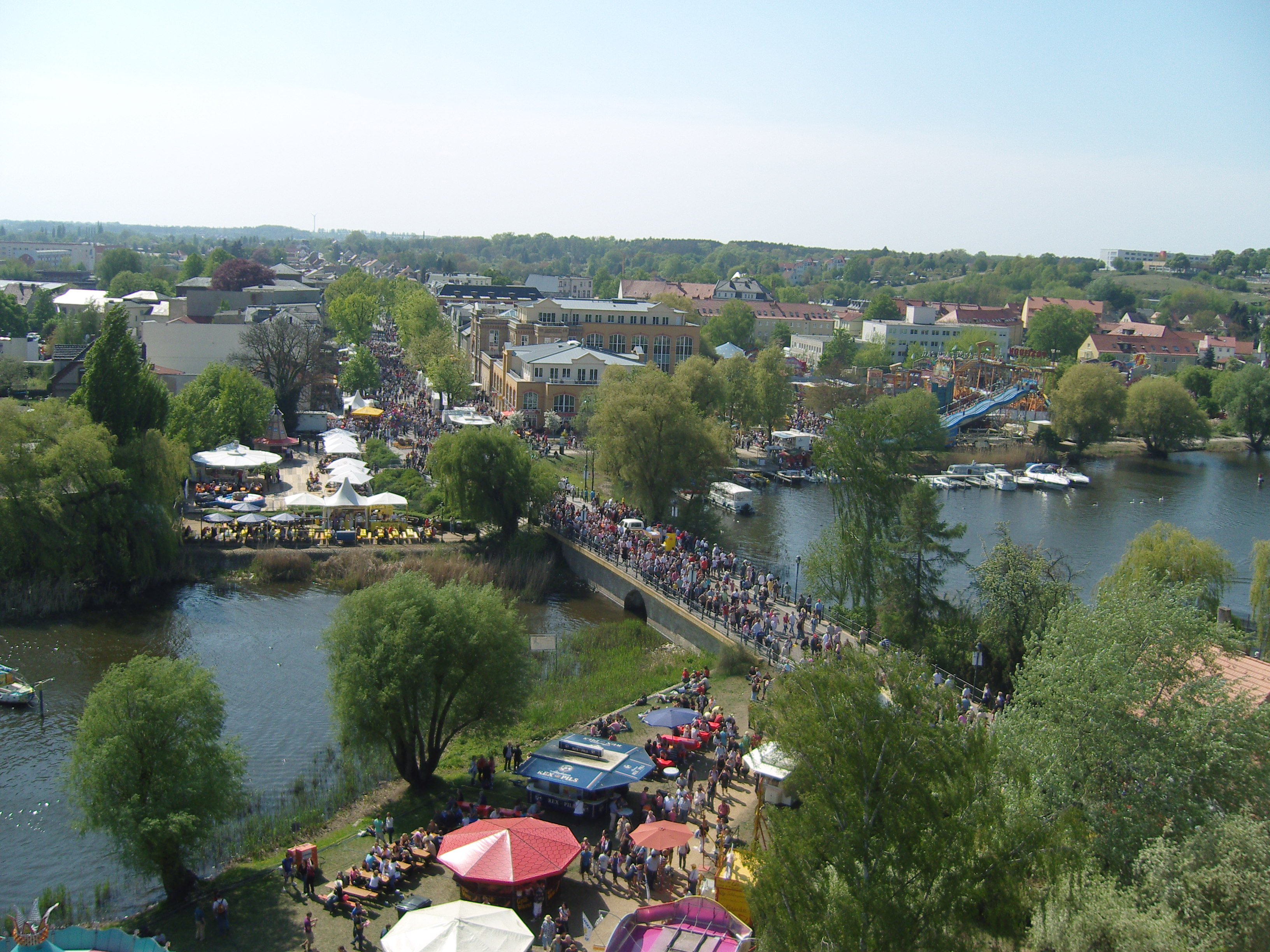
Blick über das Fest vom Riesenrad aus gesehen (2009)

Seit dem Jahre 1989 wird das Fest mit dem Baumblütenball im Festsaal der Bismarckhöhe eröffnet, auf welchem die jährliche Blütenkönigin gekürt wird. Ihre Aufgabe ist es, die Stadt Werder sowie deren heimische Unternehmen zu repräsentieren. Auf der Bismarckhöhe befindet sich auch das Literaturmuseum und die Christian Morgensterngesellschaft e. V. (CMG e. V.), die vom Verein Freundeskreis Bismarckhöhe e. V. betreut werden.
1994 wurde erstmals der jährliche Baumblütenlauf im städtischen Wald durchgeführt. Im Jahr 1997 gab es seit 1979 erstmals wieder einen Festumzug, der durch die ortsansässigen Schulen, Vereine, Betriebe und Bürgern organisiert wurde. Als Höhepunkt dieses jetzt jährlich stattfindenden Umzuges gilt die Begleitung durch die Baumblütenkönigin und den amtierenden Bürgermeister, der das Baumblütenfest anschließend offiziell eröffnet.
Nach dem Berliner Mauerfall stieg die Besucherzahl insbesondere aus Berlin rasch und beständig an. Von ca. 300.000 Besuchern im Jahre 1993 stiegen die Besucherzahlen auf heute durchschnittlich 500.000 Besucher pro Jahr. Der im Jahr 1998 erreichte Spitzenwert von ca. 750.000 Besuchern reizte das Aufnahmevermögen der Stadt jedoch weitgehend aus. Mit zunehmender Besucherzahl kam es immer öfter auch zu handfesten Auseinandersetzungen und Vandalismus, sodass die Stadt seit 2010 versucht, dem Fest wieder einen familienfreundlicheren Charakter zu geben.
Ab dem Jahr 2020 war geplant, ein völlig verändertes und konsequent vereinfachtes Konzept des Baumblütenfestes durchzuführen. Die Altstadtinsel sollte dabei frei von Großveranstaltungen bleiben und zahlreiche Obsthöfe sollten ihre Gärten für ein familienfreundliches Fest öffnen. Aufgrund der COVID-19-Pandemie in Deutschland wurden alle Großveranstaltungen 2020, 2021 und 2022 abgesagt.

## 2022
Offiziell fand das Baumblütenfest 2022 nicht statt. Viele Obsthöfe und private Gärten hatten aber in der Zeit vom 22. April bis zum 1. Mai 2022 für Gäste geöffnet.

## Neubeginn 2023
Im Jahr 2023 findet das 144. Baumblütenfest in der Zeit vom 22. April bis zum 1. Mai statt. Dabei wird das Ergebnis eines fünfstufigen Einwohnerbeteiligungsverfahrens realisiert.

## Veranstaltungen
Das Baumblütenfest wird traditionell mit dem Blütenball eingeleitet, welcher am Vorabend der offiziellen Eröffnung auf der Bismarckhöhe stattfindet. In den darauffolgenden Festtagen spielten zahlreiche Bands aus der Umgebung sowie überregionale Formationen auf den quer durch Werder verteilten Bühnen. Die Hauptbühnen befanden sich auf dem Markt der Werderaner Insel und der naheliegenden Regattastrecke. Auch auf dem Hohen Weg, welcher entlang der Bismarckhöhe führt und an der Friedrichshöhe endet, fanden sich kleine Bühnen und Gaukler und offene Obstgärten. In der Stadt verteilt befanden sich weitere Rummelattraktionen, Imbisswagen und Obstweinstände.
Das Angebot der Obstbauern und umliegenden Gemeinden beschränkt sich keineswegs auf die Insel und die Stadt Werder. Viele Plantagen und Obsthöfe in der Umgebung haben ebenfalls Angebote zum Aufenthalt und Weinverkostung, um die Blütenpracht der Bäume zu genießen. Kremserfahrten und Busrundfahrten durch die Umgebung lassen einen guten Einblick auf die Natur der Region zu.
Im Vorfeld des Blütenfestes werden durch eine Jury, bestehend aus vielen ehemaligen Blütenköniginnen und Bürgerinnen und Bürgern der Stadt die von den Produzenten eingereichten Obstweine verkostet und bewertet. Im Ergebnis dieses Wettbewerbes bekommen die besten Obstweine sogenannte Goldene, Silberne und Bronzene Kruken zuerkannt.